# Aktieoption
En aktieoption är en option där den underliggande varan är en aktie (och inte exempelvis ett aktieindex). Optionen ger innehavaren rätten men ej skyldigheten att under vissa villkor angivna i optionen köpa eller sälja aktier.